# Ercole Bottrigari
 (janvier 2023).
Ercole Bottrigari est un humaniste et théoricien de la musique italien.

## Biographie
Cavalier de l'Ordre de l'Éperon d'or, d’une ancienne et noble famille de Bologne, Ercole Bottrigari naquit dans cette ville en août 1531. Doué des plus heureuses dispositions, il cultiva avec succès les lettres et les sciences, et fut à la fois mathématicien, poète, musicien, dessinateur. Il avait une riche bibliothèque, et un cabinet d’instruments de mathématiques si précieux, que l’empereur Rodolphe voulut l’acquérir. Il mourut dans son palais de Sant'Alberto di Piano, le 30 septembre 1612, et non en 1609, comme le dit Giammaria Mazzuchelli. On frappa en son honneur une médaille, représentant, d’un côté, son buste, décoré du collier de l’Ordre de Saint-Jean-de-Latran, avec ces mots alentour : Hercules Buttrigarius sacr. later. an. mil. aur. Au revers, on voit une sphère, un instrument de musique, une équerre, un compas, une palette et cet exergue : Nec has quæsivisse satis.

## Œuvres
On n’a imprimé que la plus petite partie des œuvres de Bottrigari ; ce sont :
- Trattato della descrizione della sfera celeste in piano, di Claudio Tolomei, trad. in parlare italiano, Bologne, 1572, in-4°.
- Bartoli de Saxoferrato Tractatus de fluminibus restitutus, etc., Bologne, 1576, in-4°.
- Dello Spechio che accende il fuoco ad una data lontananza, trattato di Oronzio Fineo, trad., Venise, 1581, in-4°.
- Il Patrizio, ovvero de’ Tetracordi armonici di Aristosseno, Bologne, 1595, in-4°.
- Il Desiderio, ovvero de’ concerti di varii strumenti musicali, dialogo,Venise, 1594 ; Bologne, 1599 ; Milan, 1601, in-4°. Ces trois éditions n’en font qu’une seule dont on a changé les frontispices. Dans le premier, l’ouvrage est sous le nom de d’Alemano Bonelli, anagramme de Annibal Melone. Ce Melone était l’élève et l’ami de Bottrigari. Les deux autres titres portent le nom de Bottrigari.
- Il Melone, discorso armonico, e il Melone secondo, etc., Ferrare, 1602, in-4°.
- Delle Rime di diversi eccellentissimi autori nella lingua volgare nuovamente raccolte, Bologne, 1551, in-8°. On trouve des poésies de lui dans la 1re partie de Scelta di rime di diversi moderni autori non più stampate, Genève, 1591, in-8°, et dans le dialogue de Ciro Spontoni, intitulé il Bottrigaro.

Bottrigari a laissé vingt-trois ouvrages manuscrits, sur la cérémonie de son installation dans la milice dorée, sur les opérations mathématiques de Ptolémée, sur les variations de température de 1564 à 1577, sur le vrai nombre des années de la vie de Jésus-Christ, sur le mésolabe, espèce de compas de proportion, sur l’énigme de Pythagore concernant les proportions musicales, sur l’algèbre, les étoiles fixes et errantes, les horloges solaires ; des traductions d’un fragment d’Aristote, du traité de la Musique de Boèce, de celui de la Musique mondaine de Macrobe, de celui de Cassiodore, des commentaires de Plutarque sur la création de l’âme, du traité des Apparences célestes d’Euclide, etc.